# Carlo Filippo Aldrovandi Marescotti
Carlo Filippo Aldrovandi Marescotti (Bologna, 26 giugno 1763 – 7 maggio 1823) è stato un nobile, imprenditore e mecenate italiano, principale protettore delle arti a Bologna.

## Biografia
Il conte Carlo Filippo Aldrovandi nacque a Bologna il 26 giugno 1763. Di famiglia nobile, succedette al padre nel senato bolognese alla morte di questi.
Dopo l'arrivo di Napoleone a Bologna appoggiò i democratici e lavorò per la Repubblica Cisalpina. Nel 1801 fu tra i notabili della Consulta di Lione.
Fornito di grandi sostanze e di una buona formazione culturale, coltivò l'amicizia di scienziati, letterati e artisti. Nel suo palazzo di via Galliera si tenevano di frequente accademie e dotte conversazioni. Il suo salotto era luogo di incontro di persone aperte alle idee illuministiche.
Fu mecenate di Pelagio Palagi, da lui "scoperto", diede accesso alla sua biblioteca al giovane Antonio Basoli, sostenne Gaetano Burcher e Carlotta Gargalli.
Nal 1807 fu nominato presidente perpetuo dell'Accademia di Belle Arti.
«Il corso del suo mandato fu improntato a un cauto conservatorismo, che lo portò a una netta chiusura al gusto neoclassico, in nome di un'estetica neo-malvasiana, che preferiva il "vero" di Ludovico Carracci all'"ideale" di Raffaello.» Per questa sua impronta fu spesso in disaccordo con  Pietro Giordani, nominato proto-segretario all'Accademia nel 1808 e difensore della visione neoclassica portata avanti da Giacomo De Maria, Francesco Rosapina e Giovanni Antonio Antolini.
Nel 1815, con la restaurazione del governo pontificio, venne confermato alla presidenza dell'Accademia, carica che conservò fino al 1822.
Carlo Filippo Aldrovandi Marescotti si spense il 7 maggio 1823.

### La Manifattura Aldrovandi

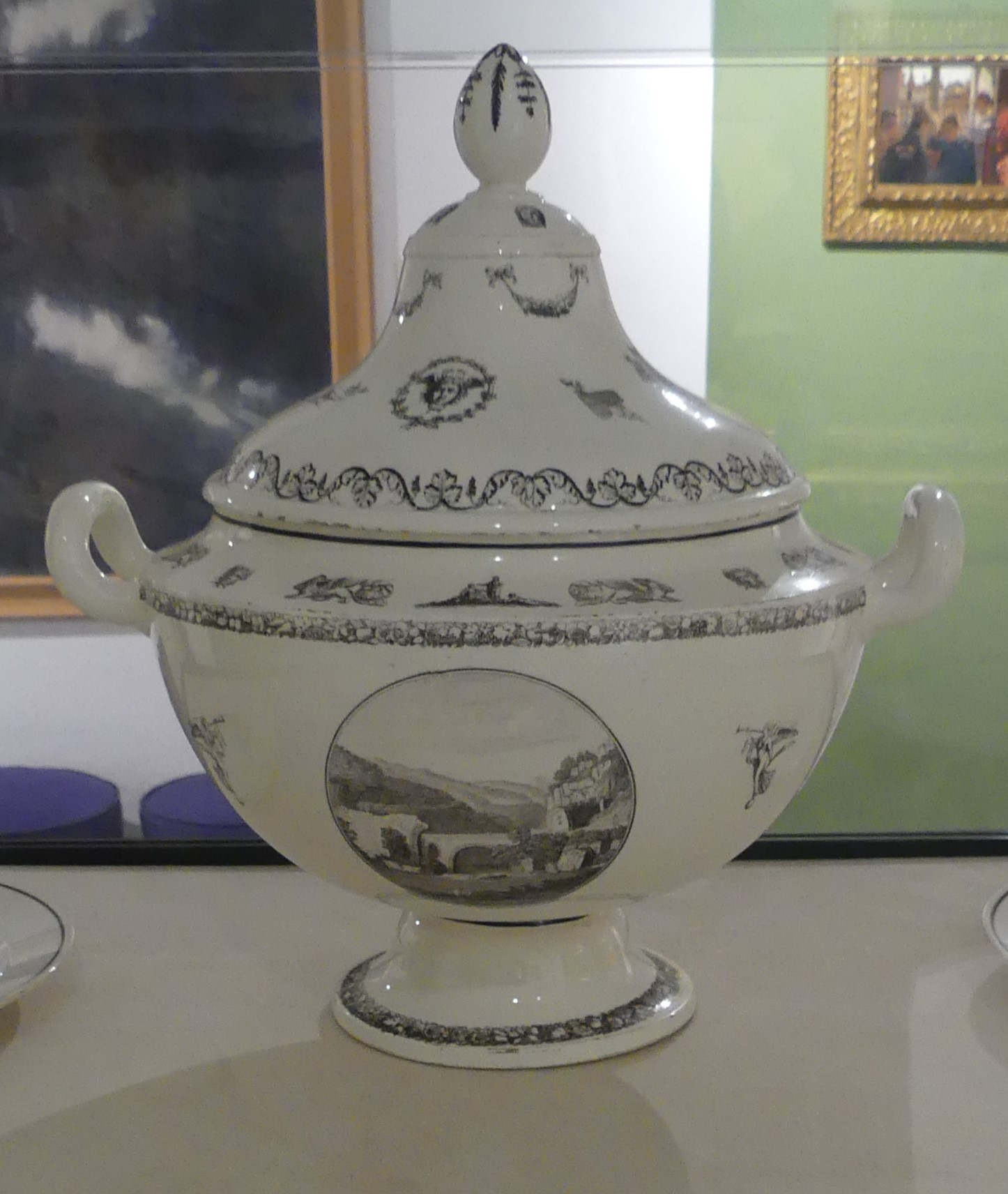
Zuppiera della Manifattura Aldrovandi

Secondo la moda del tempo, che voleva i nobili impegnati in imprese artistiche, il conte avviò nel 1794 una manifattura di terraglie dette di Inghilterra, la Manifattura Aldrovandi. Le ceramiche bianche di Aldrovandi si ispiravano a modelli greci, romani, egizi e si avvalsero delle creazioni di scultori quali Giacomo Rossi e Giacomo De Maria e di disegnatori come Onofrio Gandolfi. Nel 1813 il conte fu estromesso dalla manifattura, che continuò la produzione sotto la direzione degli altri soci.

### Vita privata
Nel maggio 1783 il conte Aldrovandi sposò Teresa Gnudi, «bellissima fra le belle donne» di Bologna, con la quale ebbe un matrimonio infelice, tra l'impossibilità di avere figli e i momenti di gelosia. La Gnudi fuggì con l'ufficiale François Kellermann in Francia e ottenne l'annullamento del matrimonio per intercessione del ministro Aldini nel 1800.